# Carlos Mauricio Morales
Carlos Mauricio Morales Sevil (* 1852 oder 1853 in Albuñol; † 7. Juli 1917 in La Palma del Condado) war ein spanischer Weinfabrikant und Bürgermeister von La Palma del Condado.

## Biografie
Morales stammte aus dem granadinischen Albuñol. Die dort herrschende Krise der Weinindustrie, 1883 durch die Ausbreitung der Reblaus verursacht, veranlasste ihn, wie andere Landsleute auch, nach Jerez de la Frontera auszuwandern. Dorthin wurde unter anderem Alkohol aus Albuñol zum Verschnitt importiert. Morales hatte bereits familiäre Verbindungen nach Jerez, unter anderem zu dem Spirituosenfabrikanten Mauricio Sevil. 
In den umliegenden Orten war Carlos Mauricio Morales, der zunächst als Händler in Erscheinung trat, allgemein als der Mehlonkel bekannt (el tío de la harina). 1893 entschied er sich, sich in La Palma del Condado niederzulassen und sich ganz auf die Weinindustrie zu konzentrieren. Auch hierhin hatte Morales familiäre Beziehungen, und hier war man gerade im Begriff, die Infrastruktur aufzubauen, die einen verstärkten Export von Weinen unter anderem nach Frankreich ermöglichte. 
Dort gab es ebenfalls Engpässe durch das Wirken der Reblaus, und es waren zu diesem Zeitpunkt bereits langwierige Verhandlungen der beiden Länder vorausgegangen, die nun die Ausfuhr des Weines ermöglichten. Der Bahnhof von La Palma, in dessen Nähe Morales seine Bodega einrichtete, spielte eine besondere Rolle in der wirtschaftlichen Entwicklung des Ortes. 

## Bodegas Loewenthal-Morales
Da Morales kaum praktische Erfahrung in der Herstellung des Weines hatte, gründete er seine Bodega gemeinsam mit dem deutschen Winzer Frederick Loewenthal, der einige Jahre zuvor eingewandert war. Zunächst handelte es sich um ein bescheidenes Unternehmen, das erst 1898 in der Presse erwähnt wurde. 
Im selben Jahr begann man jedoch bereits, den Bau einer größeren Fabrik anzustreben, die 1902 fertiggestellt und in Betrieb genommen wurde. Dieses Gelände mit einer Fläche von 13.000 m² gilt heute als Industriedenkmal.
Frederick Loewenthal verließ die Firma um 1904 (amtlich 1911), um nach Deutschland zurückzukehren.

## Politisches Wirken
Am 24. März 1907 wurde Carlos Mauricio Morales zum Bürgermeister gewählt. Er behielt diesen Posten bis 1909. Die örtliche Presse der Zeit berichtet sowohl über Erfolge seiner Amtszeit als auch über die Vernachlässigung verschiedener Probleme des Ortes. Weiterhin war Morales politisch in der konservativen Partei aktiv und wurde zweimal übergangsweise Präsident der Provinzregierung. 

## Tod und Nachwirken
Während einer Sitzung am 7. Juli 1917 starb Carlos Mauricio Morales mit 64 Jahren unerwartet an einem Schlaganfall.
Die sechs Kinder übernahmen die Firma als „Hijos de Carlos M. Morales, S. L.“. Nach seinem Tod wurde in La Palma del Condado eine Straße nach Carlos Mauricio Morales benannt. Seine Enkelin Josefina Carlota Morales Lopez Huici wurde 1961 die erste Weinkönigin des Ortes.
1965 wurden der Bestand und die Marken der Bodegas Morales von der Firma Rubio übernommen. Bis heute stellt diese den von Carlos Mauricio Morales eingeführten hochwertigen Brandy Luis Felipe her.

## Verweise
1. ↑  Galerie der Weinköniginnen (Seite nicht mehr abrufbar, festgestellt im April 2018. Suche in Webarchiven)  Info: Der Link wurde automatisch als defekt markiert. Bitte prüfe den Link gemäß Anleitung und entferne dann diesen Hinweis. von La Palma del Condado